# 自形晶與它形晶

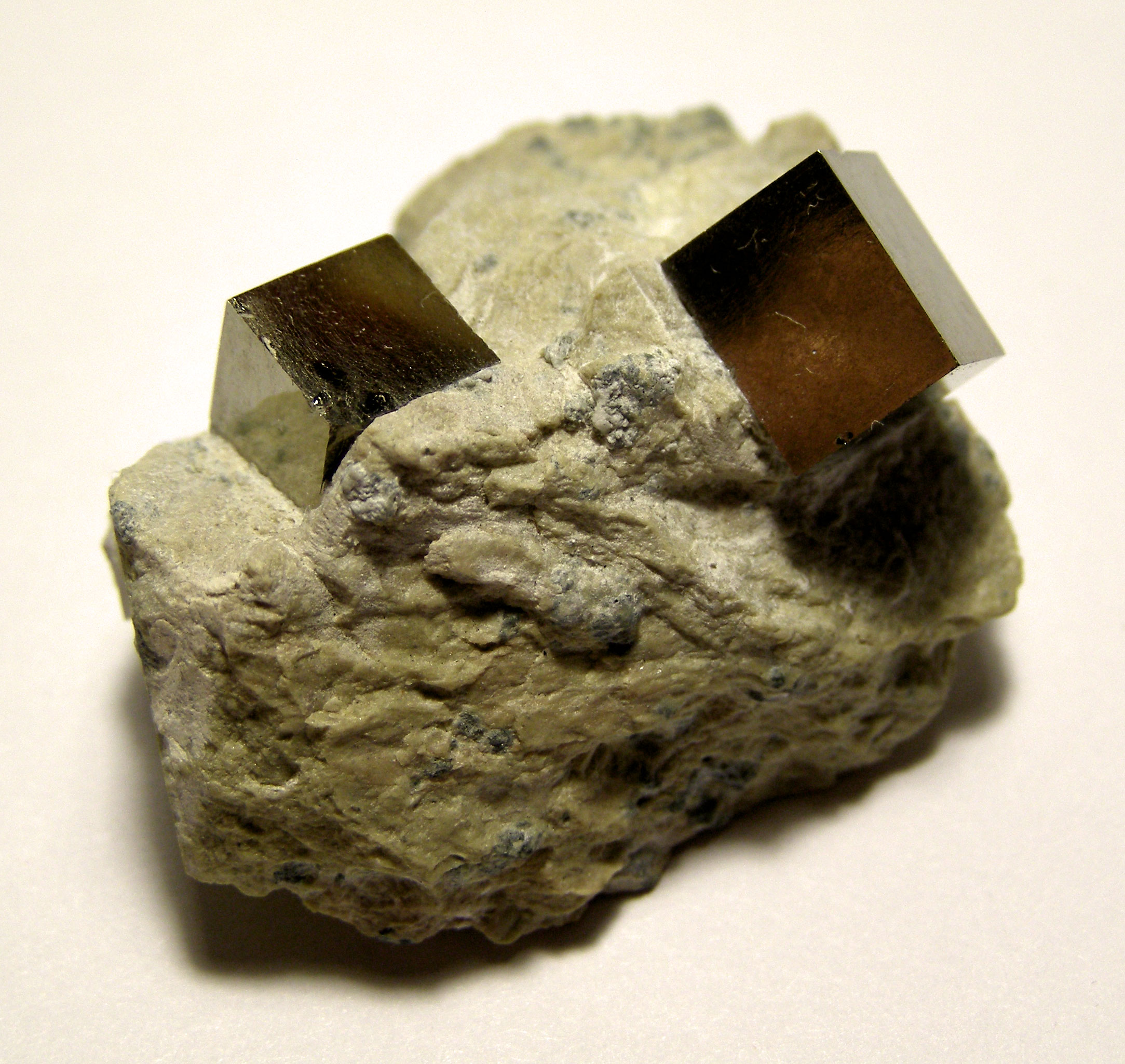
自形晶黃鐵礦

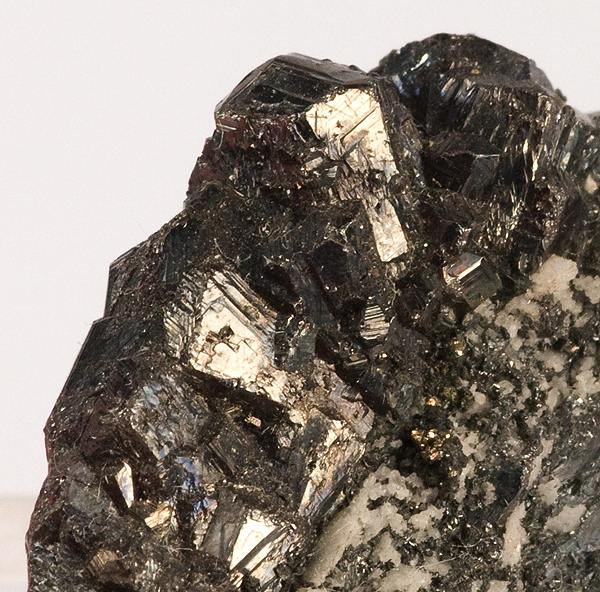
半形晶樣本

隨著岩鹽晶體的生長，新原子可以很容易地附著在具有粗糙原子級結構和許多懸空鍵的表面部分。 因此，晶體的這些部分生長得非常快（橙色箭頭）。 最終，整個表面由光滑、穩定的表面組成，新的原子再不能輕易地附著在這些表面上

自形晶與它形晶（英語：Euhedral and Anhedral）, 自形晶
是那些形狀良好、具有清晰、易於識別表面的晶體。相反的是它形晶。具有它形晶的岩石由礦物顆粒組成，但沒有良好的晶面或橫截面形狀。它形晶是生長在沒有自由空間内形成晶體。礦物顆粒具有一些晶面的紋理被稱為半形晶。 
從液態岩漿中，冷卻出來生長的晶體通常不會形成光滑的表面或尖銳的晶體輪廓。隨著岩漿冷卻，生長的各個晶體最終會相互接觸，從而阻止形成完全正常的晶面。
當雪花結晶時，在空中它們不會相互接觸。因此，雪花形成六面自形晶。在岩石中，岩石中若有自形晶，代表它們是在液態岩漿結晶的早期產物，或者在孔洞中的結晶，不受其他晶體在空間阻限制。
自形晶具有帶有銳角的平面。 這些平面相對於晶體的基本原子排列有特定的方向：一般是米勒指數相對較低的平面。 這是因為一些表面具較低的表面能有更高的穩定性。 當晶體生長是，新原子比較容易附著在表面較粗糙和不太穩定的部分，但不太容易附著在平坦、穩定的表面上。 因此，平面往往會變得更大更光滑，直到整個晶體表面由這些平面組成。 （見右圖。）